# Ustawa Smoota-Hawleya
Ustawa Smoota-Hawleya – ustawa w Stanach Zjednoczonych podpisana 17 czerwca 1930 roku, zwiększała do rekordowych poziomów cła na ponad 20 tysięcy towarów importowych.
W opinii wielu współczesnych ekonomistów przyczyniła się do pogłębienia i przedłużenia wielkiego kryzysu. Wiele krajów odpowiedziało tym samym, co poskutkowało zmniejszeniem importu i eksportu o ponad połowę.
Nazwa ustawy pochodzi od nazwisk jej wnioskodawców, senatora Reeda Smoota z Utah i kongresmena Willisa Chatmana Hawleya z Oregonu.